# Симморія
Симморія (грец. συμμορία) — у Стародавніх Афінах у 4 ст. до н. е. група громадян, що утворювалась для двох цілей: збору військового податку (грец. εισφορά) і для повного спорядження військових кораблів (грец. τριηραρχία). Важливість утворення симморій полягала в тому, що державі була забезпечена вірна і швидка сплата повинності, оскільки заможні громадяни вносили відразу вперед загальну суму військового податку (грец. προεισφόρα).
Симморії для збирання податку були засновані в 378 до н. е., коли афіняни відновили союз з островами Егейського моря і вдруге встановили гегемонію на морі, при цьому поділ народу на 4 класи якщо не було скасовано, то принаймні він втратив будь-яке практичне значення. Військових Симморій було 10, у кожній філі. У кожній симморії значилося 15 членів, загальна ж кількість членів симморій сягала 300 осіб.
Триєрархічні симморії були засновані в 358 до н. е. через спроби фіванців захопити Евбею і необхіднічть посилити флот. Нова система була введена Періандром, який встановив 20 симморій (по 2 на філу) у складі 1200 членів з найбагатших громадян. Серед них — більшість членів військових симморій. Члени симморій, які бралися спільними силами спорядити один корабель, називалися грец. συντελεϊς. На чолі військової та триєрархічної симморії стояв, так званий, грец. ήγεμών. Також були особливі чиновники, грец. έπιμεληταί, обов'язком яких було визначати ценз.
У 354 до н. е. Демосфен виголосив промову про симморії з метою залучити до виконання обов'язків членів триєрархічних симморій усіх дійсно заможних громадян і збільшити число кораблів до 300, але його мова не мала практичних результатів.